# El hogar y la moda
El Hogar y la Moda va ser una revista femenina en castellà, publicada per primer cop el 1909 a Barcelona. Primer de periodicitat setmanal i posteriorment, desenal, mensual i quinzenal, estava dirigida al perfil tradicional de dona, principalment a les dones de casa, és a dir, la dona dedicada a la seva família i a la feina de casa. Tenia un públic exclusivament femení, dones instruïdes, atretes per la modernitat i obertes al canvi, però que no deixaven de costat la seva dedicació a la llar i a la família. No només donava consells sobre com vestir o les últimes novetats en moda, sinó que també instruïa la dona en temes d'higiene, salut, bellesa i parament de l'habitatge. Incloïa també normes de comportament i publicitat de productes per l'habitatge i d'higiene personal. La revista, a més, contenia seccions dedicades a la costura i confecció, amb patrons a escala reduïda de peces de roba com jerseis, faldilles, vestits o jaquetes. Aquestes seccions van tenir molt èxit entre les lectores i van haver de ser ampliades. D'altra banda, oferien alfabets per brodar inicials o dibuixos per labors de punt de creu, malla o encaix.

## Origen
La revista femenina de tirada nacional va ser fundada a Barcelona i el primer número es va publicar el 7 de juny del 1909. La seva editorial era l'empresa SGPSA que pertanyia als germans Julio i Salvador Gibert i l'impressor Juan Pijuan. En la seva època va ser una de les societats familiars de més prestigi del sector, tot i que el seu capital inicial era de només 5.000 pessetes. Els esdeveniments del mateix mes de juliol coneguts com a la Setmana Tràgica van fer que el seu inici fos difícil i que la seva producció es paralitzes.

## Evolució
Tot i aquests fets, va aconseguir crear-se un públic i distribuir-se per tot Espanya. El 1910 va ampliar el seu capital social i es va incorporar l'empresari José María Borràs Quadras, l'editor Josep Zendrera i Josep Fernández de la Regeura, que s'ocupava de la Col·lecció Hogar. L'empresa es va traslladar al número 211 del carrer de la Diputació de Barcelona, en ple Eixample, lloc que va acabar sent la seu definitiva. En aquest local s'hi van instal·lar les oficines, el magatzem i la impremta.
Aquells anys van ser fructífers fins al punt que es van arribar a tirades que superaven els 100.000 exemplars i el seu mercat es va obrir fins a Amèrica Llatina, amb la instal·lació d'una seu a Buenos Aires (Argentina). Degut al notable augment de subscriptors es van ampliar els tallers per adaptar-los a les creixents necessitats de la revista, i el 1920 l'empresa es va convertir en una societat anònima. Durant aquests anys la revista estava dirigida per l'escriptora María Luz Morales. Davant la possibilitat d'ampliar les seves activitats amb la publicació de revistes de diferent caràcter per tal de proporcionar a les famílies de classe mitjana fonts de lectura instructiva i educadora, el 1921 es va editar el suplement mensual Lecturas, revista d'actualitats i sobretot de relats i novel·les que es va independitzar el 1925 i va evolucionar fins a convertir-se en l'actual revista Lecturas d'actualitats i de premsa rosa, on apareixerien les firmes de periodistes i escriptors famosos, com Carme Karr (1865-1943), Eduardo Zamacois (1873-1971), Narcís Oller (1846-1930) o Ramón Pérez de Ayala (1880-1967), entre d'altres. El motiu d'aquesta separació es deu a l'escissió de SGPSA en dues empreses: per un cantó la SGP (Societat General de Publicacions) que seguia actuant com impremta, i per l'altre HYMSA (Hogar y Moda Societat Anònima), que publicava la revista. El 1926 es va publicar el suplement Labores del Hogar nascuda a conseqüència de l'èxit entre les lectores de la secció de labors fins al punt que es va decidir editar per separat aquest suplement, que finalment va acabar convertint-se en una revista independent i específica. Tot i que sempre es va mantenir fidel a una línia bastant tradicional, també es va adaptar inevitablement als nous temps. Així, per exemple, durant la Segona República va respectar els valors relatius als drets de les dones i al mateix temps va considerar la figura de la dona moderna i independent. A més, va arribar a reivindicar els drets de les dones i el seu lloc en la societat. Davant l'esclat de la Guerra Civil, amb motiu del procés de col·lectivització es va deixar de publicar entre 1937 i 1941, restablint-se durant la postguerra. En aquest nou context el contingut es va adaptar a la força d'un nou panorama autoritari en què es tornava al model de la dona tradicional recluida en l'àmbit domèstic i el seu paper exclusiu com a dona de casa, d'acord amb la doctrina nacional-catolicista i als postulats de la Secció Femenina de la Falange.
A partir dels anys seixanta i durant els setanta, gràcies a la modernització de país, a l'aperturisme i a la nova Llei de Premsa es va passar a una situació més flexible amb la incorporació de la dona al mercat laboral, raó per la qual les pàgines de la revista van oferir un toc de modernitat tot i que encara allunyat dels models democràtics. Van ser els anys en què es va intentar construir la nova imatge de dona moderna, atenta a les novetats però tot i això dona de casa, l'estàndard de l'època. Ja es concep a la dona com una persona més preparada, inquieta, culta i amb una altra visió del món. Però, al presumpte missatge feminista anava lligada en realitat la clara intenció d'oferir una imatge més moderna i oberta del règim franquista.

## Desaparició
El novembre de 1987 va sortir l'últim número. La revista va deixar de publicar-se a conseqüència de la imposició de la premsa rosa i de la nova situació que vivia llavors la premsa dirigida a la dona. De fet, el 1986, un any abans de la seva desaparició va ser quan realment es va produir una autèntica revolució en el camp de la premsa femenina gràcies a l'entrada massiva de grans grups estrangers de premsa que van aportar un concepte modern i actualitzat del que era la dona, molt allunyada dels estereotips tradicionals i oberta als canvis.

## Relació de directors[calcitació]
- Germans Julio i Salvador Gibert Mateus i Joan Pijoan i Claramunt (1909- 19??)
- María Luz Morales (1921-19??)

## Relació de col·laboradors principals[calcitació]
- José María Borràs de Quadras
- Josep Zendrera
- José Fernández de la Reguera
- Carmen Karr
- Eduardo Zamacois y Quintana
- Narcís Oller
- Ramón Pérez de Ayala